# Agroturystyka
Agroturystyka – forma wypoczynku w warunkach zbliżonych do wiejskich, jedna z form turystyki wiejskiej i turystyki alternatywnej. Może być połączona z pracą u osoby zapewniającej nocleg. Alternatywne do rolnictwa źródło dochodu mieszkańców wsi.
Ta forma turystyki obejmuje różnego rodzaju usługi, począwszy od zakwaterowania, poprzez częściowe lub całodniowe posiłki, wędkarstwo i jazdę konną, po uczestnictwo w pracach gospodarskich. Polega na wykorzystaniu walorów krajobrazu wiejskiego i uatrakcyjnianiu gościom pobytu udziałem w codziennych zajęciach w gospodarstwie, w tradycyjnym rzemiośle artystycznym (np. haftowanie, szydełkowanie), w obrzędach ludowych oraz w przygotowywaniu potraw regionalnych, połączonym z wypiekiem chleba, wyrobem serów lub wędlin.
Agroturystyka to rodzaj turystyki wiejskiej, znanej w Polsce od dawna jako wczasy pod gruszą. Jest to forma wypoczynku u rolnika, w funkcjonującym gospodarstwie rolnym, gdzie można mieszkać, jadać wspólne posiłki z gospodarzami, uczestniczyć w pracach polowych, obserwować hodowlę zwierząt i produkcję roślin.
Celem agroturystyki jest przeciwdziałanie wyludnieniu wsi i miejscowości górskich, wzrost dochodów ludności miejscowej, wytwarzanie wyrobów pamiątkarskich, wzrost atrakcyjności obszarów wiejskich, wyrażający się we wzroście cen gruntów, a przez to wartości terenów rolnych i wiejskich oraz rozwój infrastruktury wspierającej ekologiczne wzory turystyki.

## Agroturystyka w Polsce
Według danych Głównego Urzędu Statystycznego za 2009 rok zasoby indywidualnej bazy noclegowej w kwaterach agroturystycznych obejmują w Polsce łącznie ponad 57 tys. miejsc noclegowych oferowanych przez 5474 obiekty agroturystyczne.
Najwięcej kwater agroturystycznych zlokalizowanych jest w województwach: małopolskim (9845), podkarpackim (8482) i pomorskim (4861). Pod względem liczby obiektów agroturystycznych wyróżniają się województwa: podkarpackie (995), małopolskie (819) i podlaskie (478).

## Określenia agroturystyki w różnych krajach
- Niemcy: Landurlaub, Urlaub auf dem Bauernhof, Ferien auf dem Bauernhof
- Austria: Landurlaub, Urlaub am Bauernhof, Urlaub am Lande
- Szwajcaria: Landurlaub, Ferien auf dem Bauernhof, Schlaf im Stroh, tourisme rural, agriturismo
- Tyrol Południowy: Roter Hahn, Urlaub auf dem Bauernhof
- Czechy: Venkovský cestovní ruch, Venkovská turistika, Agroturistika
- Francja: tourisme rural, agri-tourisme
- Włochy: agriturismo
- Hiszpania: Agroturismo, Turismo rural
- Chorwacja: Agroturizam
- Mołdawia: Agripensions
- Grecja: Agrotouristiko + paradosiako katalimata / xenones